# 定義域著色

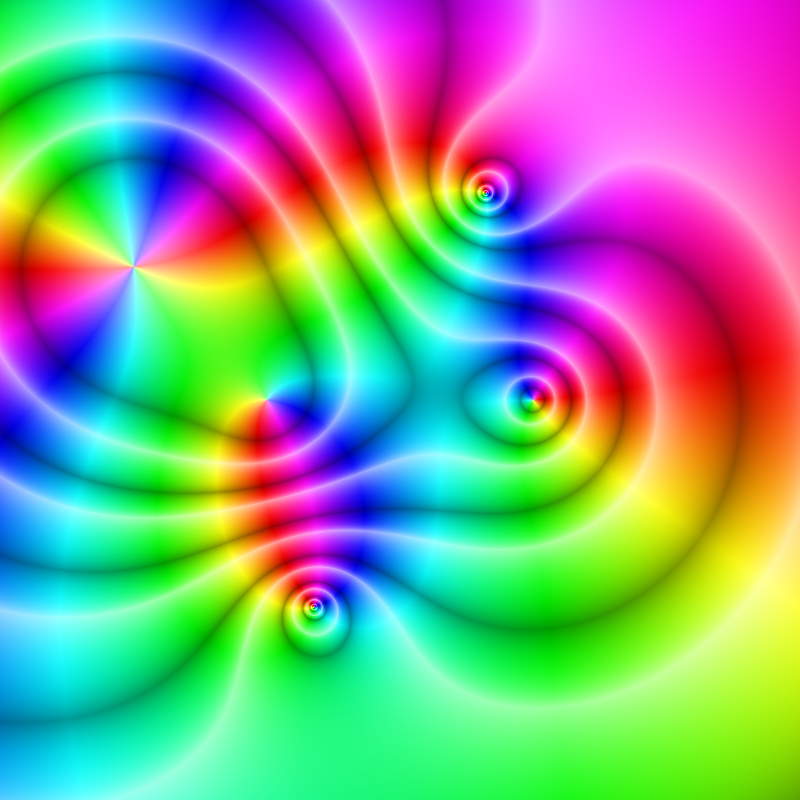
函數
f(x) = (x^{2} − 1)(x − 2 − i)^{2}/x^{2} + 2 + 2i的定義域著色函數圖形。 色調表示其函數值的輻角，而飽和度和明度表示其函數值的絕對值，這種上色方式又稱為色相環法

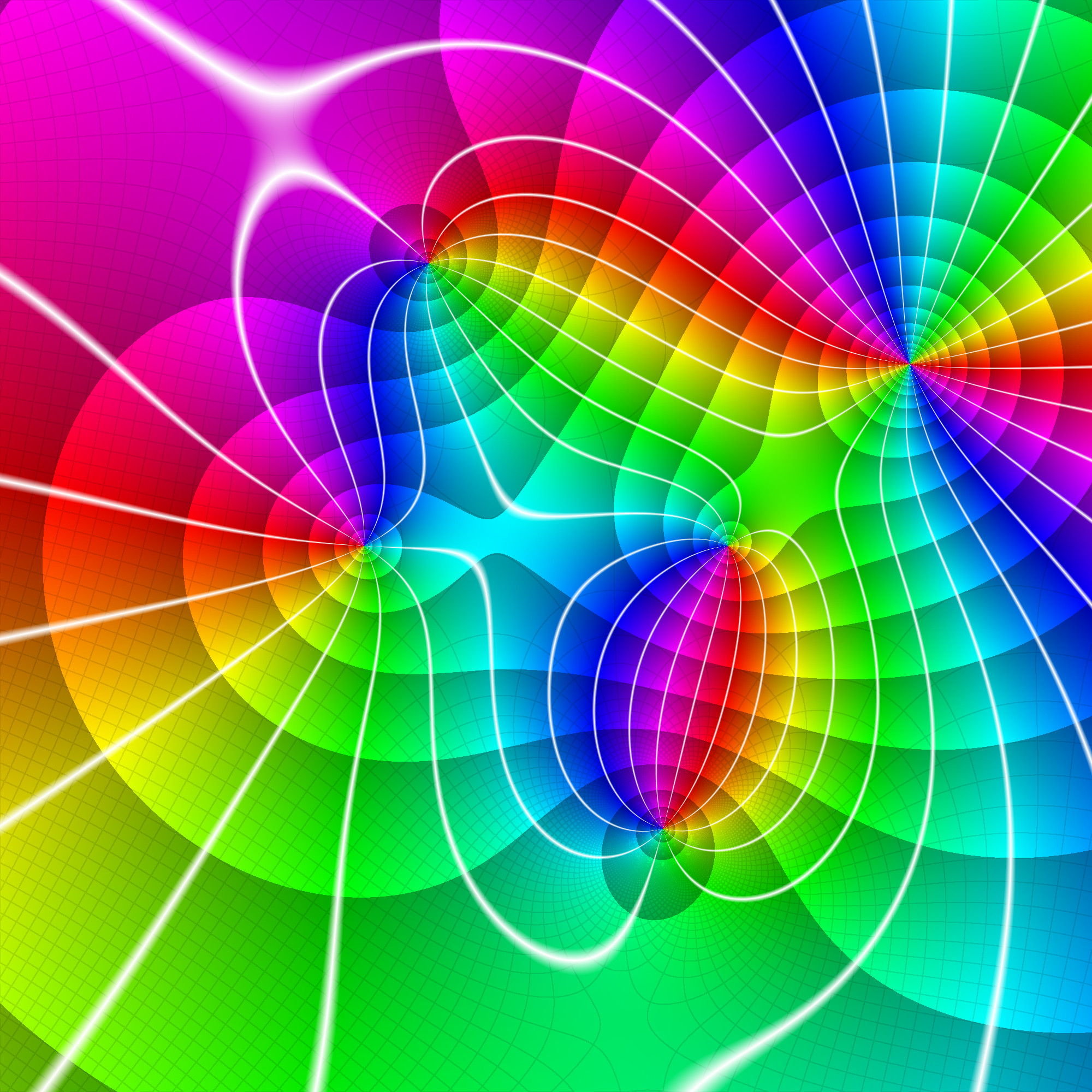
函數
f(x) = (x^{2} − 1)(x − 2 − i)^{2}/x^{2} + 2 + 2i的另一種定義域著色函數圖形。 以上色網格和等值線的方式來呈現。

在複分析中，定義域著色是一種可以將複變函數可視化的一個資訊視覺化技術，是藉由在定義域上以色彩表示其函數值來表達函數圖形的方法，故稱為「定義域」著色。「定義域著色」一詞由法蘭克·菲莉絲（英語：Frank Farris）在1998年左右時命名。其上色方法有很多種，最常見的是色相環複變函數圖形，以其輻角值對應色相的顏色來上色，亦有使用其他色彩空間作為上色依據的定義域著色的複變函數圖形。早期有許多做法是將其輻角或相位利用對應色相的顏色以等值線的方式來呈現資料。
1999年，喬治·艾柏德和保羅·戈弗雷則使用了連續的顏色將點從定義域映射到值域或像平面，而在1997年以前，道格拉斯·阿諾德是使用著色的網格來呈現複變函數。威葛特·伊里亞斯也在其教科書詳細的介紹了一種定義域著色的一種變體——相位圖。

## 動機

### 維度不夠
實數值函數 f : ℝ → ℝ (例如 f(x) = x2) 可以被 繪製在二維平面的直角坐標系上。
複數值函數 g : ℂ → ℂ 雖然只有一個變數，但是因為是複數，因此需要使用複數高斯平面才能呈現。高斯平面是一個二維的空間，而要表示的定義域和值域也都是複數域，因此各需要2個維度，因此要完全呈現複變函數圖形需要使用四維空間才能呈現，這使得複變函數難以在三維空間中可視化。有一種描述全纯函数的方式是使用黎曼曲面。

### 複數可視化的模式
給定一個複數{\displaystyle z}，其可以被表示為{\displaystyle z=a+bi}形式，也可以表示成{\displaystyle z=re^{i\theta }}，其輻角{\displaystyle \theta }是一個角度值，可以使用有週期性的資料表示，例如顏色的色調，其模{\displaystyle r=\left|z\right|}可由強度或強度變化表示。色調的排列是任意的，但通常會以色相環的色調為主，例如色相環複變函數圖形。有時複數的輻角會由特定的梯度表示，而不使用色調表示。

## 繪製方法
定義域著色有很多種呈現方式，例如以等值線或網格上色，也有使用連續顏色上色。
下圖顯示了正弦函數w = sin z，實軸從−2π到2π、虛軸從−1.5到1.5。